# Berti Vogts
Berti Vogts (født 30. december 1946) er en tidligere tysk fodboldspiller, der i perioden 1967-1978 spillede 96 landskampe og scorede et enkelt mål. På klubplan var han i hele sin karriere knyttet til det tyske mandskab Borussia Mönchengladbach. Vogts var Tysklands landstræner fra 1990-1998, landstræner for Kuwait 2001-2002 og landstræner for Skotland 2002-2004. Herudover var han fra 2000-2001 klubtræner for Bayer Leverkusen.